# 마스터 클래스의 산책
"마스터 클래스의 산책"(A Journey with Korean Masters)은 한국에서 제작된 박철수 감독의 2011년 드라마 영화이다. 양택조 등이 주연으로 출연하였다.

## 출연

### 주연
- 양택조
- 위보라
- 김현
- 오인혜
- 정기철
- 임백천
- 이경영
- 동방우
- 박승옥
- 이영호

## 기타
- 총괄프로듀서: 이동삼
- 프로듀서: 한현근
- 프로듀서: 오영환
- 프로듀서: 류현진
- 제작부: 이재휘
- 제작부: 최영근
- 연출부: 한거울
- 편집보: 오윤석
- 편집보: 이정환